# Altamira
Altamira (špansko Cueva de Altamira) je jama oziroma naravna votlina, ki leži v bližini Santillana del Mar v Kantabriji, Španija in je 30 km zahodno od mesta Santander. V njej so ohranjene ene izmed najpomembnejših prazgodovinskih jamskih poslikav sesalcev in odtisi rok.   
Jamo so povsem po naključju odkrili leta 1868. Njihovega pomena niso spoznali takoj - Jamske poslikave v jamah so smatrali za potegavščino. Šele raziskave v začetku dvajsetega stoletja so potrdile, da gre za slikarije, ki izvirajo iz ledene dobe, natančneje, nastale naj bi 13.500 let pred našim štetjem.
Poslikave pripadajo predvsem obdobju Magdalenian in Solutrean, nekatere pa Gravetiense in začetku aurignacienske dobe, slednje v skladu z načinom datiranja, ki uporablja dokazovanje z uranom. Poslikave tako obsegajo več obdobij v razmaku najmanj 20.000 let ali od pred približno 35.600 - 13.000 let, ko je bil glavni vhod v jamo zasut s plazom.
Slog je del tako imenovane »francosko-kantabrijske šole«, za katero je značilen realizem likov. Podobe v jami prikazujejo živali, med njimi bizona, divjega merjasca in konja, ter tudi človeške odtise in obrise rok ter številke antropomorfno, nefigurativne in abstraktne risbe. Vsebujejo večbarvne slike, gravure, črne, rdeče in oker barve.
Za Unescovo svetovno dediščino je bila razglašena leta 1985. Leta 2008 je bila dediščina razširjena na 17 drugih jam v Baskiji, Asturiji in Kantabriji in se preimenovala v »Jame Altamira in paleolitska jamska umetnost severne Španije«. 

## Zgodovina odkrivanja in priznavanja
Jama Altamira je bila odkrita leta 1868, ko je lovec z imenom Modesto Cubillas našel vhod, da bi poskušal osvoboditi svojega psa, ki je bil ujet ko je preganjal plen. V času odkritja jame to ni bila novica, saj gre za kraško območje z na tisoče jamami.
Marcelino Sanz de Sautuola, amaterski paleontolog, je za obstoj jame izvedel od kmeta, a jo je obiskal šele leta 1875, verjetno celo v 1876. Ob pregledu je prepoznal nekaj abstraktnih znakov, ponavljajoče črne črte in ni dal temu pomena, da je to človeško delo. Štiri leta kasneje, poleti leta 1879, se je vrnil v Altamiro. Ob tej priložnosti ga je spremljala njegova hči Maria Faustina Sanz Rivarola, stara približno 8 let. Medtem ko je njen oče ostal v začetnem delu jame, je ona v stranski votlini videla nekaj slik na stropu in to povedala očetu. Bil je presenečen, ko je videl veliko zbirko slik čudnih živali, ki so pokrivale skoraj vse stene.
Naslednje leto 1880 je Sautuola objavil kratek pamflet z naslovom Kratka obvestila na nekaterih prazgodovinskih predmetih v provinci Santander. Dodal je svoje mnenje o poreklu prazgodovinskih poslikav in grafično reprodukcijo. Profesor geologije na Univerzi v Madridu, Juan Vilanova, je tezo sprejel. Niso pa verjeli francoski znanstveniki Cartailhac, Mortillet in Harle.  
Novo odkritje je bilo tako presenetljivo, da je povzročilo nezaupanje učenjakov. Menili so celo, da je Sautuola sam poslikal jamo. Realizem prizorov je vseeno izzval razpravo o pristnosti. Tedanje znanje o evoluciji v razvoju človeške kulture je bilo, da stara in divja plemena ne bi znala ustvarjati umetnosti. Prepoznavnost paleolitskega človeka kot umetnika je bil dolgotrajen proces.
Niti goreča obramba Vilanova na mednarodnem kongresu za antropologijo in arheologijo, ki je potekal v Lizboni leta 1880, niti želja Sautuole, da se izogne diskvalifikaciji ni spremenila mnenja nekaterih strokovnjakov. Mnenje se je spremenilo šele, ko je humanist in liberalni politik v Sevilli, Miguel Rodríguez Ferrer, objavil članek v prestižni reviji La Ilustración Española y Americana, ki je zagovarjal pristnost slik. Giner, direktor Institución Libre de Enseñanza je naročil geografu Rafaelu Torresu Camposu in geologu Franciscu Quiroga študijo, ki se je zaključila z negativnim poročilom, ki je bil objavljen v biltenu zavoda. Opozicija je postala vse bolj razširjena. V Španiji, na srečanju Sociedad Española de Historia Natural 1. decembra 1886 je direktor objavil:
(...) Nimajo dokazov, da te so te jamske poslikave kamenodobne ali arhaične ali asirske ali od Feničanov ali le izraz učencev v sodobni šoli (...).
Sautuola in njegovi privrženci so se borili zoper to sodbo, vendar je Sautuola leta 1888 umrl, ko mu še vedno niso verjeli.
V poznem devetnajstem stoletju, predvsem v Franciji, so jamske slike povezane s kipci, reliefi in grafikami našli v paleolitikih arheoloških najdiščih, skupaj z ostanki izumrlih prosto živečih živali, ki so jih odkrili ali so že izumrli (mamuti, severni jeleni, bizoni in drugi). Henri Breuil je svoje delo na temo parietalnih umetnosti predstavil na kongresu francoskega združenja za napredek znanosti leta 1902 in povzročil bistvene spremembe v miselnosti raziskovalcev tistega časa. 
Émile Cartailhac, ki je bil eden od največjih nasprotnikov pristnosti Altamire je, po odkritih grafikah in slikah iz leta 1895 v francoskih jamah La Mouthe,  Combarelles in Font-de-Gaume, ponovno preučil svoje stališče. Po ogledu jame je v reviji L'Antropologie (1902) napisal članek z naslovom La Grotte d'Altamira.  Mea culpa d'un sceptique (La cueva de Altamira. Mea culpa de un escéptico).
Nadaljnja izkopavanja v jami so izvajali Hermilio Alcalde del Río med letoma 1902-1904, Hugo Obermaier med letoma 1924-1925 in nazadnje Joaquín González Echegaray leta 1981.
V letu 2012 so s še dodatno uran-torijevo datacijo ugotovili visoko starost za nekatere dele poslikav, vključno z eno sliko, ki naj bi bila stara 35.600 let.

## Opis jame
Jama je dolga približno 300 metrov in je sestavljena iz niza stranskih rovov in dvoran. Glavni prehod meri od dva do šest metrov v višino. Jama je nastala v apnenčasti kamnini gore Vispieres kot kraška jama.
Arheološka izkopavanja v jamskih tleh so dala bogato bero artefaktov iz zgornjega Solutrean (približno pred 18.500 leti) in spodnjega Magdalenean (med okoli 16.500 in 14.000 let nazaj). Obe dobi pripadata paleolitiku ali stari kameni dobi. V tisočletjih med tema dvema obdobjema je bila jama očitno naseljena le z divjimi živalmi. Pred približno 13.000 leti je podor zapečatil vhod v jamo, tako da se je ohranila njena vsebina do odkritja, do katerega je prišlo v 19. stoletju.
Človeška prisotnost je bila omejena na jamski vhod, čeprav so bile slike ustvarjene po vsej dolžini jame. Umetniki so uporabljali oglje in oker ali hematit za ustvarjanje slik. Te pigmente so redčili, da bi dosegli razliko v intenzivnosti in ustvarili vtis, ki ga danes imenujemo chiaroscúro. Izkoriščene so tudi naravne oblike v jamskih stenah dati, ki dajejo predmetom tridimenzionalni učinek. Polikromatski strop je najbolj impresivna značilnost jame in prikazuje čredo izumrlih stepskih bizonov (Bison Priscus) v različnih pozah, dva konja, veliko srn in morda divjega prašiča.

## Ikonografija in pomen
Jamske poslikave iz Altamire so lahko slike verskega pomena, obredi rodnosti, obred ki spodbuja lov, magija, spolna simbolika, totemizem, mogoče bi jih bilo razlagati kot boj med dvema klanoma, ki jih zastopata srnjad in bizon in tako dalje. Vse so samo ugibanja, ničesar do sedaj ni bilo mogoče dokazati.

## Zaščita
Od leta 1910, ko je mesto Santillana del Mar ustanovilo Odbor za zaščito in obrambo jame, so sledili različni ukrepi: 
- javno odprtje z vodenjem leta 1917;
- leta 1924 je bila razglašena za zgodovinski umetniški spomenik (Monumento Histórico Artístico);
- leto po tem je bil imenovan odbor za izboljšanje pogojev varovanja;
- 1940 je bilo leto ustanovitve Odbora jame Altamira;
- leta 1977 je bila prvič zaprta za obiskovanje;
- po raziskavi leta 1982 je bila ponovno odprta v omejenem obsegu za 8500 obiskovalcev na leto;
- 1985 je ključno leto, imenovana je bila na seznam svetovne kulturne dediščine;
- leta 2001 je bil zgrajen Muzej in replika jame zraven originala, izdelala sta jo Manuel Franquelo in Sven Nebel. Replika omogoča bolj udoben pogled na večbarvne slike glavne dvorani, kot tudi izbor drugih manjših del. Tu je tudi nekaj kipov človeških obrazov, ki pa jih v pravi jami ni.

Reprodukcije se nahajajo v državnem arheološkem muzeju v Španiji (Madrid), v muzeju Deutsches v Münchnu (od 1964) in na Japonskem (od 1993).
V letu 2010 so načrtovali ponovno odprtje jame za obiskovalce. V decembru 2010 pa se je špansko ministrstvo za kulturo odločilo, da bo jama ostala zaprta za javnost. Ta odločitev je temeljila na nasvetu skupine strokovnjakov, ki je ugotovila, da so pogoji za ohranitev notranjosti jame postale veliko bolj stabilne od zaprtja.